# الليزر وسلامة الطيران
في ظل ظروف معينة، قد يشكل ضوء الليزر أو الأنواع الأخرى من الأضواء الساطعة (المنوار، الكشافات الموضعية) الموجهة نحو الطائرات خطرًا على سلامة الطائرة. السيناريو الأكثر ترجيحًا هو عندما يتسبب ضوء الليزر الساطع المرئي في تشتيت انتباه الطيار أو عمى الوميض المؤقت، غالباً أثناء مرحلة حرجة من الرحلة مثل الهبوط أو الإقلاع. من غير المرجح كثيرًا، رغم أنه لا يزال ممكنًا، أن يتسبب شعاع مرئي أو غير مرئي في ضرر دائم لعيني الطيار. على الرغم من أن أسلحة الليزر قيد التطوير من قبل القوات المسلحة، إلا أنها متخصصة للغاية ومكلفة وخاضعة للرقابة لدرجة أنه من غير المحتمل أن تتسبب أشعة الليزر غير العسكرية في أضرار هيكلية للطائرة.

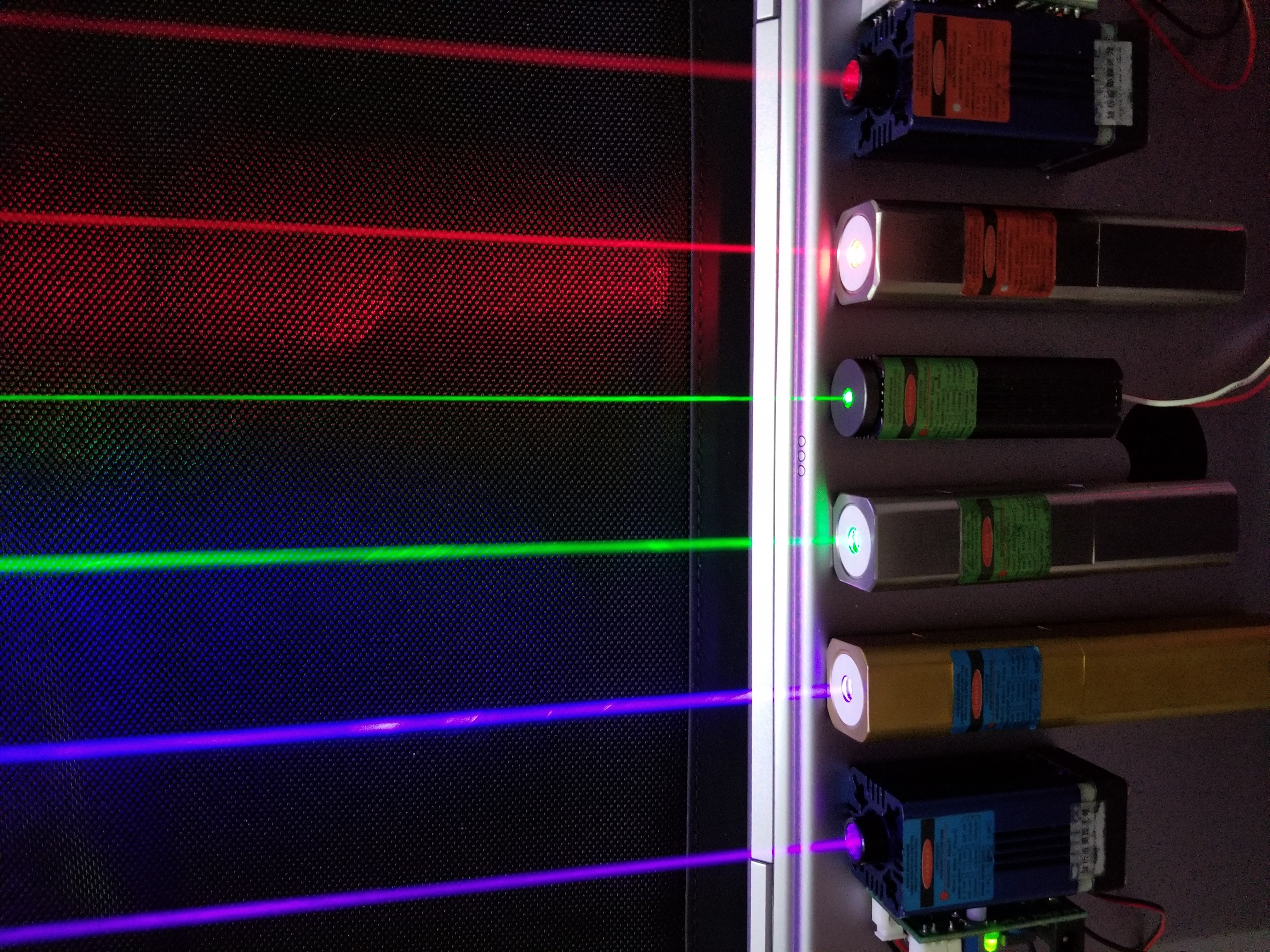
الليزر هو أحد التهديدات الرئيسية لسلامة الطيران.

على الرغم من أن شعاع الليزر قد يبدو كنقطة صغيرة من الضوء للمستخدم، إلا أنه عندما يصل إلى قمرة القيادة في الطائرة على مسافة بعيدة فإنه يصبح إضاءة كبيرة ومشتتة ومدمرة.إن توجيه الليزر نحو السماء باتجاه الطائرات قد يشكل خطرًا مباشرا على الطيارين. وهذا أمر خطير بشكل خاص بالنسبة للطائرات الصغيرة والمروحيات، لكنه يشكل خطرا حقيقيا على الطائرات الكبيرة أيضا. وقد أدى ذلك إلى اعتقالات ومحاكمات وأحكام بالسجن. كما أدى ذلك إلى دعوات لترخيص أو حظر مؤشرات الليزر. وقد قامت بعض الولايات القضائية مثل نيو ساوث ويلز في أستراليا بتقييد مؤشرات الليزر نتيجة لحوادث متعددة. في عام 2023 أبلغ الطيارون إدارة الطيران الفيدرالية عن 13304 ضربة ليزر.

## روابط خارجية
FAA Order JO 7400.2L, Procedures for Handling Airspace Matters, effective 2017-10-12 (with changes), accessed 2017-12-04 (quoted as "FAA JO Order 7400.2")